# Шахов, Вячеслав Викторович
Вячеслав Викторович Шахов (1938—2002) — государственный деятель и учёный, доктор экономических наук, профессор.

## Биография
Родился 2 мая 1938 года в деревне Банино (ныне посёлок Плеханово) Тульской области.
В 1955 году с серебряной медалью окончил среднюю школу и поступил в Московский финансовый институт (МФИ, ныне Финансовый университет при Правительстве Российской Федерации) на финансово-экономический факультет. За отличную учёбу получал сталинскую стипендию. Участвовал в общественной жизни вуза, являлся членом профсоюзных и комсомольских организаций факультета и института. Был членом научного студенческого общества. В 1956 году с группой студентов ездил на уборку урожая в Казахстан (Карагандинская область).
После окончания с отличием института, в 1959 году, комиссия по распределению предложила Вячеславу Шахову работу в одном из посольств в качестве финансиста. Но он попросился в Сибирь и был направлен в распоряжение Омского областного финансового отдела, где проработал в финансовых органах до 1961 года. В 1961 году был назначен заведующим Ульяновским (ныне Омским) районным финансовым отделом. В 1970 году работал заведующим Николаевским-на-Амуре городским финансовым отделом Хабаровского края.
В 1973 году Вячеслав Шахов был переведен в Сахалинскую область, где в течение десяти лет работал руководителем финансового отдела Сахалинского облисполкома. В 1983—1987 годах работал начальником финансового управления Куйбышевского (ныне Самарского) облисполкома.
В 1987 году Вячеслав Викторович Шахов был назначен председателем правления Госстраха СССР. Затем работал заместителем Министра финансов СССР, председателем Комитета страхового надзора СССР. С 1992 по 1996 годы он являлся председателем правления Росгосстраха и председателем совета директоров Росгосстраха. Стал первым президентом САО «Росгосстрах». Являлся членом совета учредителей «Автобанка».
С 1996 года и до смерти в 2002 году В. В. Шахов являлся председателем совета директоров Военно-страховой компании, а также заведовал кафедрой «Страхование» Всесоюзного заочного финансово-экономического института (ВЗФЭИ, ныне Финансовый университет при Правительстве Российской Федерации), где сочетал преподавательскую деятельность с научной работой. В 1989 году защитил кандидатскую диссертацию, а в 1994 году — докторскую. В 1996 году Вячеславу Викторовичу Шахову было присвоено ученое звание профессора по кафедре финансов ВЗФЭИ. Он также был действительным членом Российской Академии естественных наук и действительным членом Международной академии информатизации.
В. В. Шахов — автор многих учебников и научно-методологических работ. В 1989 году под его руководством коллектив авторов выпустил учебник «Государственное страхование в СССР» для финансово-экономических техникумов. В 1992 году им издано учебное пособие «Введение в страхование», а в 1997 году — учебник для вузов «Страхование».
Был награждён орденом «Знак Почета», шестью медалями и многочисленными грамотами партийных, советских и хозяйственных органов страны.
Умер 4 июля 2002 года в Москве.